# 李日儼
李日俨（？—？），號生治，山西平阳府安邑县盐籍。明朝政治人物。

## 生平
萬曆四十年（1612年）壬子科山西鄉試第十八名舉人，天啓二年（1622年）壬戌科会试二百六十三名，二甲六十二名進士。都察院观政，四年授户部江西司主事，七年差云南主考，升广西司员外、郎中，升汉中府知府，崇祯二年丁忧归。崇祯五年起补河南府知府。